# Virtua Cop 2
Virtua Cop 2 är ett ljuspistolspel utvecklat av AM2 och släpptes 1995. Spelet portades sedan till Sega Saturn 1996, PC 1997 och till Dreamcast år 2000. Till Playstation 2 släpptes det 2002 som Virtua Cop: Elite Edition tillsammans med Virtua Cop.